# Estadio Único Madre de Ciudades
Das Estadio Único Madre de Ciudades ist ein Fußballstadion in der argentinischen Stadt Santiago del Estero der gleichnamigen Provinz. Es ist im Besitz der Provinz Santiago del Estero und bietet 30.000 Sitzplätze.

## Geschichte
Der Bau der neuen Heimspielstätte des Fußballclubs Central Córdoba de Rosario begann am 18. Juni 2018. Entworfen wurde der kreisrunde Bau von Architekt Enrique Lombardi. Der Name geht auf die Stadt zurück. Santiago del Estero wurde 1553 gegründet und ist damit die älteste bis heute existierende Stadt des Landes. Sie trägt den Beinamen Madre de Ciudades (deutsch Mutter aller Städte). Zuvor war es als Estadio Único de Santiago del Estero bekannt. Die Errichtung kostete 1,5 Milliarden Argentinische Pesos (rund 14 Millionen Euro). Der Neubau war als Austragungsort für zwei Spiele der Copa América 2021 vorgesehen. Die Übergabe fand im Mai 2020 statt, aber kleinere Arbeiten zogen sich hin. Eröffnet wurde die Anlage am 4. März 2021 mit der Supercopa Argentina 2019 zwischen den beiden Clubs River Plate und Racing Club (5:0).

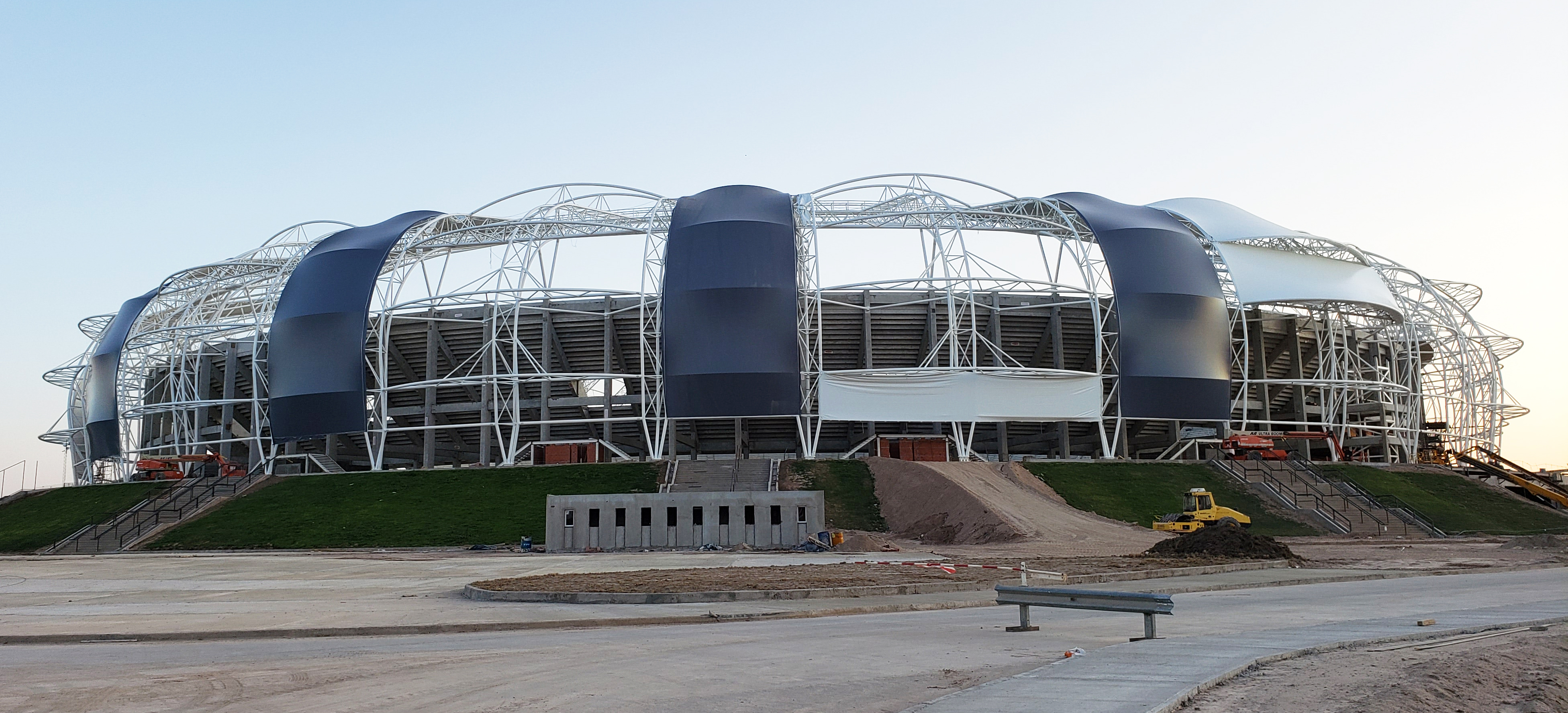
Baustelle des Stadions im Januar 2020